# Alice et le Flibustier
Alice et le Flibustier (titre original : The Haunted Showboat, littéralement : Le Bateau à aubes hanté) est le trente-cinquième roman de la série américaine Alice (Nancy Drew en VO) écrit par Caroline Quine, nom de plume collectif de plusieurs auteurs. L'auteur de ce roman est Harriet Adams. 
Aux États-Unis, le roman a été publié pour la première fois en 1957 par Grosset & Dunlap, New York. En France, il est paru pour la première fois en 1964 chez Hachette Jeunesse dans la collection « Bibliothèque verte » sous le no 250. Il n'a plus été réédité en France depuis 2002.

## Résumé
Remarque : le résumé est basé sur l'édition cartonnée non abrégée parue en 1964 en langue française.
Alice est invitée par ses amies Bess et Marion à La Nouvelle-Orléans, ville très touristique de Louisiane, chez leur oncle Douglas. 

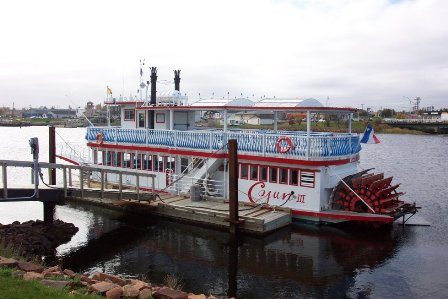
Bateau à aubes

Pour les fiançailles de leur fille Dora, les Douglas vont donner une réception à bord d'un show-boat, un vieux bateau à aube qu'ils ont trouvé dans le bayou (marécage) qui traverse leur propriété et qu'ils ont remorqué jusqu'à leur embarcadère. 
Seulement voilà : le bateau serait hanté ...

## Personnages

### Personnages récurrents
- Alice Roy, jeune détective amateur blonde, fille de James Roy, orpheline de mère.
- James Roy, avoué[2] de renom, père d'Alice Roy, veuf.
- Bess Taylor, jeune fille blonde et rondelette, une des meilleures amies d'Alice.
- Marion Webb, jeune fille brune et sportive, cousine germaine de Bess Taylor et une des meilleures amies d'Alice.
- Ned Nickerson, jeune homme brun et athlétique, ami et chevalier servant d'Alice, étudiant à l'université d'Emerson.
- Daniel Evans, ami et chevalier servant de Bess, camarade d'université de Ned.
- Bob Eddleton, ami et chevalier servant de Marion, camarade d'université de Ned.
- Sarah, la fidèle gouvernante des Roy, qui a élevé Alice à la mort de sa mère.
- M. Stevenson, commissaire de River City, ami d'Alice.
- Togo, petit chien fox-terrier d'Alice.

### Personnages spécifiques à ce roman
- Douglas, l'oncle de Bess et de Marion.
- Stella, épouse de Douglas, tante de Bess et de Marion.
- Dora (Donna Mae en VO), fille des Douglas.
- Charles Bartolomé, ancien fiancé de Dora.
- Kim Dahl (Alex Upgrove en VO), fiancé actuel de Dora.
- Henry de la Verne, un vieil homme.
- Louvina, une vieille dame, sœur jumelle de Henry de La Verne, veuve de John Clairborne Farwell.
- Mama Matilda et Papa Cole, les serviteurs noirs des Douglas.
- Oncle Rufus, vieil homme noir.
- Spoke, un malfaiteur.
- John Lane.

## Éditions françaises
Note : Toutes les éditions ont paru aux éditions Hachette.
- 1964 : Alice et le Flibustier — coll. « Bibliothèque verte » no 250, cartonné (français, version originale). Illustré par Albert Chazelle. Traduit par Anne Joba. 20 chapitres. 248 p.
- 1977 : Alice et le Flibustier — coll. « Idéal-Bibliothèque », cartonné (français, version abrégée). Illustré par Jean-Louis Mercier.
- 1984 : Alice et le Flibustier — coll. « Masque Jeunesse » no 33, souple (français, version abrégée). Illustré par Jean Sidobre.
- 1988 : Alice et le Flibustier — coll. « Bibliothèque verte » no 457, souple (français, version abrégée). Illustré par Jean Sidobre.
- 1992 : Alice et le Flibustier — coll. « Bibliothèque verte » no 457, souple (français, version abrégée). Couverture de Philippe Daure, illustrations intérieures de Jean Sidobre.
- 2001 : Alice et le Flibustier — coll. « Bibliothèque verte »[3] no 457, souple (français, version abrégée). Couverture de Philippe Daure, illustrations intérieures de Philippe Daure.